# Hemus Peak
Hemus Peak är en bergstopp i Antarktis. Den ligger i Sydshetlandsöarna. Argentina, Chile och Storbritannien gör anspråk på området. Toppen på Hemus Peak är 636 meter över havet, eller 484 meter över den omgivande terrängen. Bredden vid basen är 8,6 km.
Terrängen runt Hemus Peak är varierad. Trakten är glest befolkad. Närmaste befolkade plats är St. Kliment Ohridski Base, 7,2 kilometer väster om Hemus Peak. 